# Abdij van Brauweiler

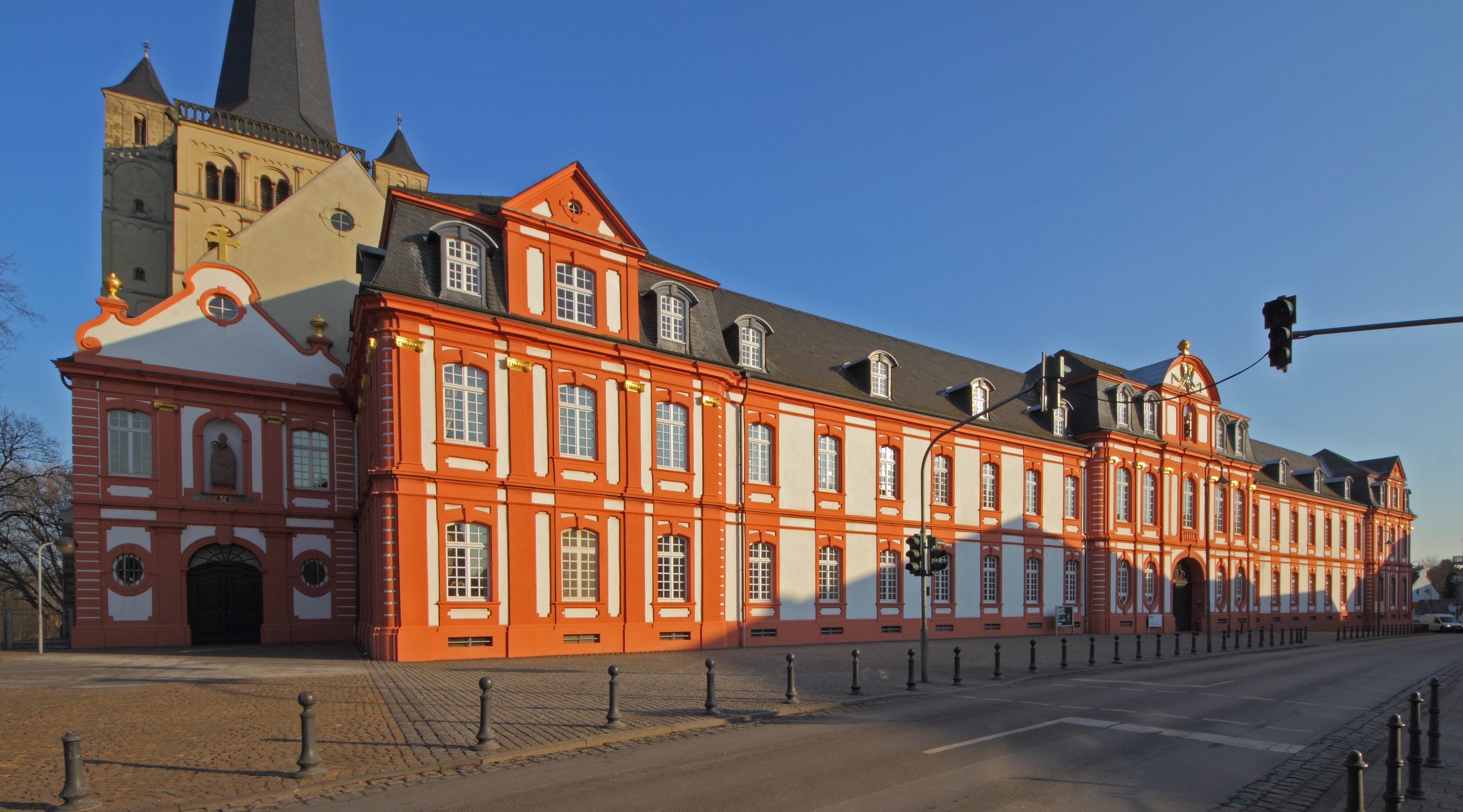
Abdij van Brauweiler.

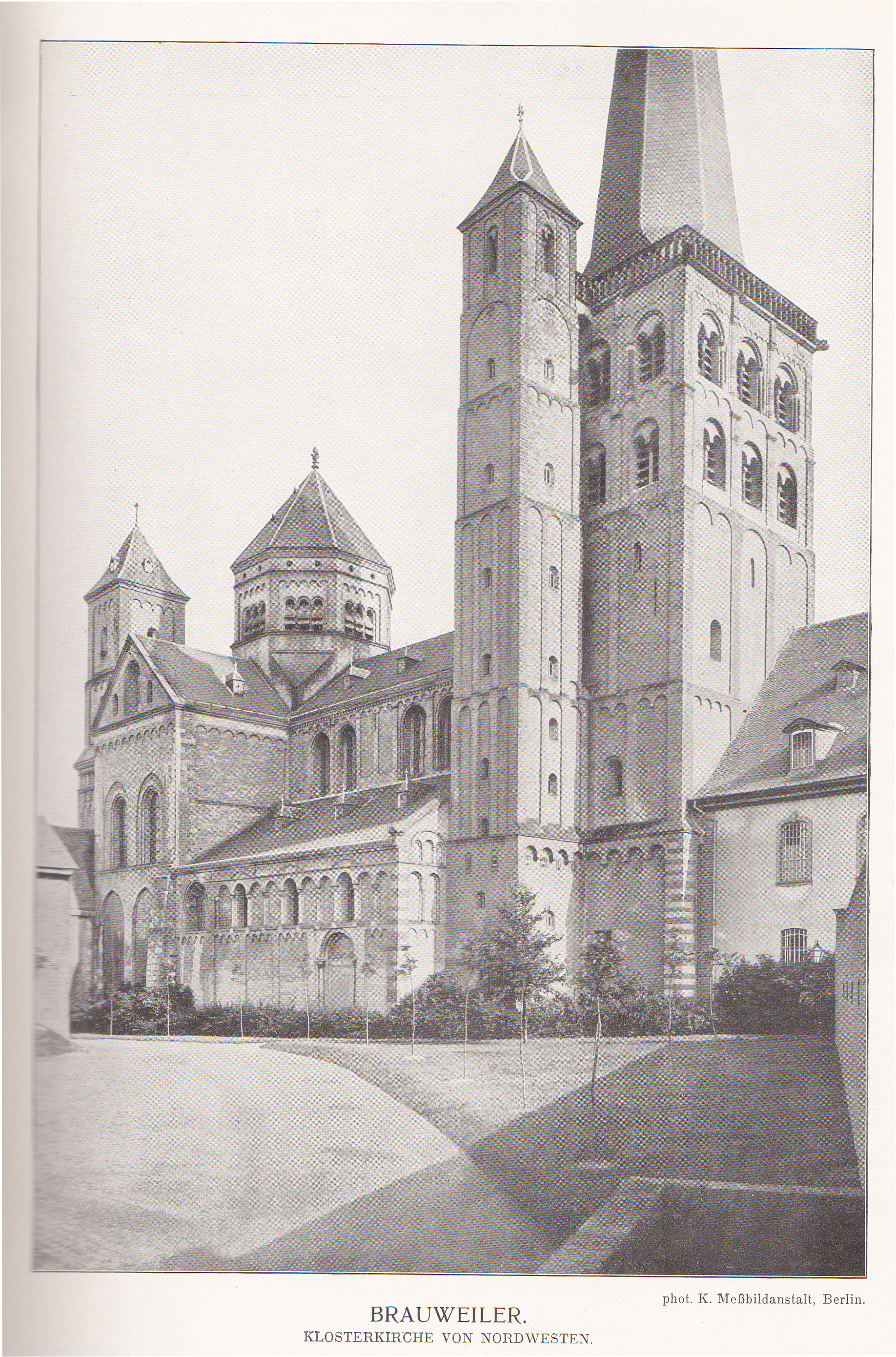
de kloosterkerk in/van BRAUWEILER, zicht vanuit het noordwesten, rond 1900

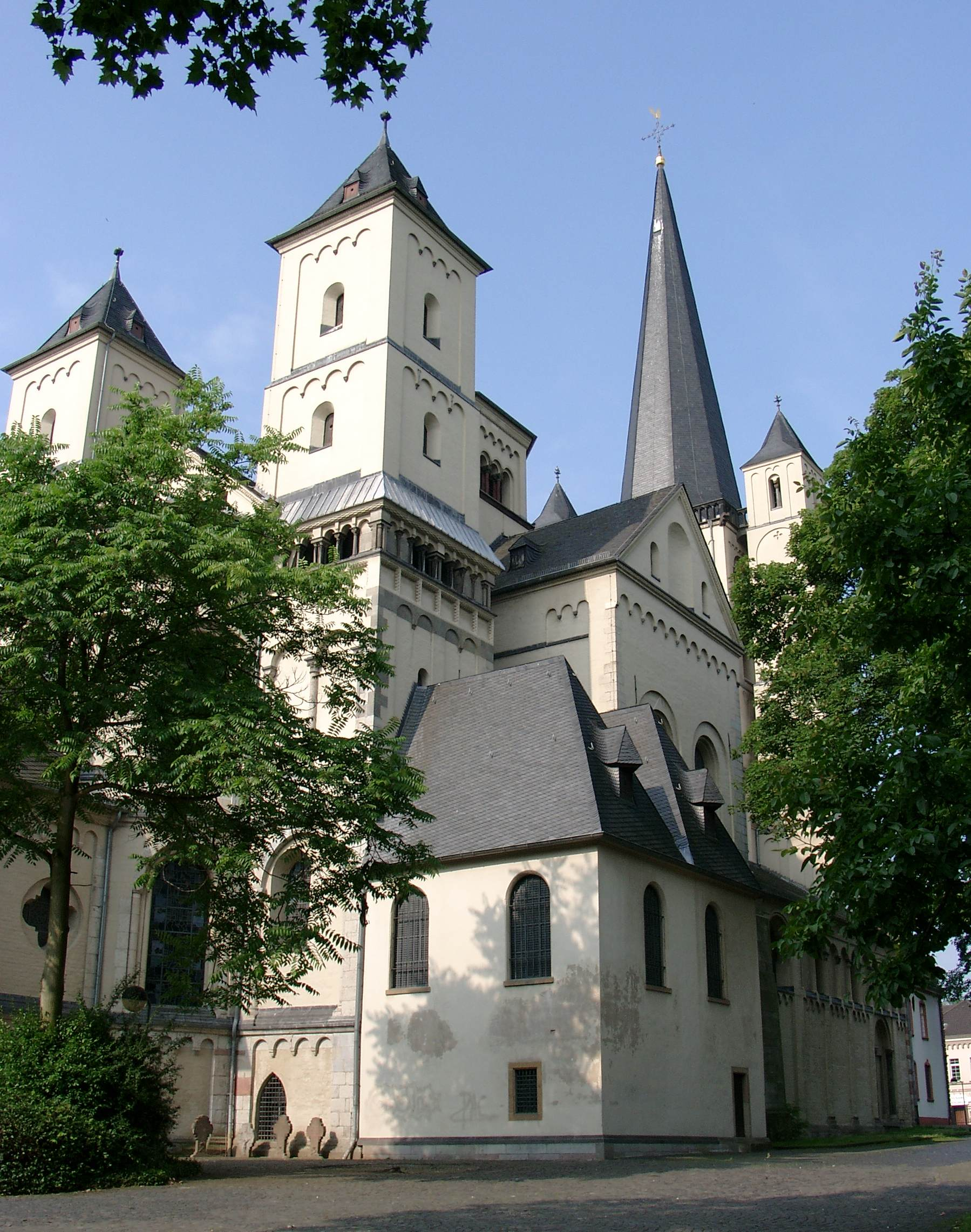
Sint Nicolaaskerk, in vroegere tijden de kerk van de abdij van Brauweiler.

De abdij van Brauweiler (Duits: Abtei Brauweiler) is een voormalig benedictijnerklooster in Brauweiler, een deel van Pulheim vlak bij Keulen, in Duitsland.
Het klooster werd in 1024 opgericht en begiftigd door paltsgraaf Ezzo van Lotharingen van de Ezzoonse dynastie en Mathilde van Saksen, een dochter van keizer Otto II en Theophano. Ezzo en Mathilde liggen hier beiden begraven, net als hun twee oudste zoons Liudolf van Palts-Lotharingen (overleden 1031) en Otto II van Zwaben (overleden 1047).
Vanaf 1065 tot zijn dood in 1091 was Wolfhelm van Brauweiler, later Sint Wolfhelm, abt van het klooster. Zijn relikwieën zijn in de abdijkerk in een schrijn opgenomen, al snel werden er wonderen werden bij zijn graf gemeld, maar alle sporen van deze relikwieën zijn eeuwen geleden al verloren geleden.

## Voetnoten
1. ↑  Heinz Erich Stiene (vertaler van het middeleeuwse origineel door Konrad van Brauweiler) (1992),Vita Wolfhelmi: Leven van de abt Wolfhelm von Brauweiler